# Condado de Bureau
El condado de Bureau es un condado estadounidense, situado en el estado de Illinois. Según el censo de los Estados Unidos del 2000, la población es de 35 503 habitantes. Posee una área total de 2262 km². La cabecera del condado es Princeton.

## Geografía
Según la Oficina del Censo de los Estados Unidos, el condado tiene un área total de 2.262 km² (873 millas²). De éstas 2,250 km² (869 mi²) son de tierra y 12 km² (5 mi²) son de agua.

### Colindancias
- Condado de Lee - noreste
- Condado de Putnam - este
- Condado de LaSalle - este
- Condado de Marshall - soreste
- Condado de Stark - suroeste
- Condado de Henry - oeste
- Condado de Whiteside - noroeste

## Historia
El Condado de Bureau se separó del Condado de Putnam en 1837. Su nombre es en honor de Pierre de Beuro, un mestizo (Francés y Amerindio), quien, alrededor de 1818, instaló un establecimiento comercial cerca de donde el Canal Bureau desemboca en el Río Illinois.

## Demografía

Pirámide de edad según el censo del año 2000.

Según el censo del año 2000, hay 35,503 personas, 14,182 cabezas de familia, y 9.884 familias que residen en el condado. La densidad de población es de 16 hab/km² (41 hab/mi²). La composición racial tiene:
- 91.91% Blancos (No hispanos)
- 04.88% Hispanos (Todos los tipos)
- 0.33% Negros o Negros Americanos (No hispanos)
- 1.28% Otras razas (No hispanos)
- 0.51% Asiáticos (No hispanos)
- 0.88% Mestizos (No hispanos)
- 0.17% Nativos Americanos (No hispanos)
- 0,03% Isleños (No hispanos)

Hay 14,182 cabezas de familia, de los cuales el 30.70% tienen menores de 18 años viviendo con ellos, el 58.10% son parejas casadas viviendo juntas, el 8.00% son mujeres que forman una familia monoparental (sin cónyuge), y 30.30% no son familias. El tamaño promedio de una familia es de 2.47 miembros.
En el condado el 24.70% de la población tiene menos de 18 años, el 7.40% tiene de 18 a 24 años, el 26.20% tiene de 25 a 44, el 23.80% de 45 a 64, y el 17.70% son mayores de 65 años. La edad media es de 40 años. Por cada 100 mujeres hay 94.4 hombres. Por cada 100 mujeres mayores de 18 años hay 91.50 hombres.
Tabla de la evolución demográfica:
|       | 1900   | 1910   | 1920   | 1930   | 1940   | 1950   | 1960   | 1970   | 1980   | 1990   | 2000   |
| ----- | ------ | ------ | ------ | ------ | ------ | ------ | ------ | ------ | ------ | ------ | ------ |
| TOTAL | 41,112 | 43,975 | 42,648 | 38,845 | 37,600 | 37,711 | 37,594 | 38,541 | 39,114 | 35,688 | 35,503 |

## Economía
Los ingresos medios de un cabeza de familia el condado es de $40,233 y el ingreso medio familiar es $48,488. Los hombres tienen unos ingresos medios de $35,690 frente a $21,315 de las mujeres. El ingreso per cápita del condado es de $19,542. El 7.30% de la población y el 5.4% de las familias están debajo de la línea de pobreza. Del total de gente en esta situación, 9.90.% tienen menos de 18 y el 6% tienen 65 años o más.

## Ciudades y pueblos
| - Arlington - Buda - Bureau Junction - Cherry - Dalzell | - De Pue - Dover - Hollowayville - La Moille - Ladd | - Malden - Manlius - Mineral - Neponset - New Bedford | - Ohio - Princeton - Seatonville - Kasbeer - Sheffield - Spring Valley | - Tiskilwa - Walnut - Wyanet |